# فرانسیسکو مورنو
فرانسیسکو مورنو یک کاشف و محقق برجسته در آرژانتین بود، جایی که معمولاً از او به عنوان پریتو مورنو (perito) به معنای «متخصص، متخصص» یاد می‌شود). پریتو مورنو به‌عنوان یکی از تأثیرگذارترین چهره‌ها در ترکیب آرژانتینی بخش‌های بزرگ پاتاگونیا و توسعه بعدی آن شناخته می‌شود.

## زندگی و کار
مورنو در خانواده فرانسیسکو و خوانا (ژوانا) توایتس مادرو در بوئنوس آیرس به دنیا آمد. او که در یک خانواده سنتی پدر و مادر بزرگ شد، در مدارس محلی تحصیل کرد. وی اوقات فراغت خود را با پدرش در جستجوی مصنوعات و فسیل‌ها تقسیم می‌کرد و در ۱۴ سالگی موزه‌ای دست‌ساز از مجموعه‌های گسترده‌اش ایجاد کرد. پس از فارغ‌التحصیلی در سال ۱۸۷۲، او در تأسیس انجمن علمی آرژانتین شرکت کرد. او اولین مورد از سری سفرهای علمی را آغاز کرد که او را به خوبی معروف کرد: بررسی سرزمین ریو نگرو، کشوری عمدتاً ناشناخته. در ژانویه ۱۸۷۶، او به دریاچه ناهوئل-هواپی در جنوب آند رسید و در ۱۵ فوریه ۱۸۷۷ دریاچه آرژانتین را کشف و نامگذاری کرد. وی همچنین رودخانه‌های متعددی را در پاتاگونیا کاوش کرد. در ۲ مارس، او کوه فیتز روی را به افتخار فرمانده اکسپدیشن اچ‌ام‌اس بیگل در دهه ۱۸۳۰ کشف و نامگذاری کرد. مردم بومی آن را Chalten نیز می‌نامیدند.